# اولستاین
اولستاین (به لاتین: Ulstein) یک شهرستان نروژ در نروژ است که در مور او رومسدال واقع شده‌است.

## خصوصیات
اولستاین ۹۷٫۴۲ کیلومترمربع مساحت و ۷٬۹۲۷ نفر جمعیت دارد.